# 伊庭長之助
伊庭 長之助（いば ちょうのすけ、1916年9月2日 - 2004年）は、日本の広告制作者。

## 生涯
東京都出身。慶應義塾大学文学部を卒業（昭和16年）。戦後、在日駐留軍中央購買局に勤め、昭和33年に日本天然色映画を設立し、社長に。全日本CM協会理事や、JAC（日本テレビCM制作社連盟）会長なども務めた。平成16年に88歳で死去。
2007年に伊庭記念会が設立された。